# Microsema maldama
Microsema maldama là một loài bướm đêm trong họ Geometridae.